# Klára Rajnai
Klára Rajnai (n. 21 noiembrie 1953, Budapesta, Republica Populară Ungară) este o caiacistă ce a reprezentat Ungaria, medaliată olimpică. A participat la o ediție a Jocurilor Olimpice (1976) în care a câștigat o medalie de argint și o medalie de bronz.